# Wonderland Tour (gira de Erasure)
'Wonderland Tour' es la primera gira del dúo británico Erasure que duró desde el 17 de enero al 11 de agosto de 1986. Esta gira presenta a su primer disco Wonderland (álbum de Erasure).

## Banda
- Andy Bell (cantante)
- Vince Clarke (Tecladista)
- Derek Ian (Corista)
- Jim Burkman (Corista)

## Temas interpretados
1. Pistol (Clarke/Bell)
2. Senseless (Clarke/Bell)
3. Heavenly Action (Clarke/Bell)
4. Reunion (Clarke/Bell)
5. Who Needs Love (Like That) (Vince Clarke)
6. Cry So Easy (Andy Bell)
7. My Heart... So Blue (Vince Clarke)
8. March on Down the Line (Clarke/Bell)
9. Say What (Clarke/Bell)
10. Love is a Loser (Clarke/Bell)
11. Sexuality (canción del álbum The Circus) (Clarke/Bell)
12. Oh L'Amour (Clarke/Bell)
13. Don't Say No (Clarke/Bell)
14. Push Me Shove Me (Vince Clarke)
15. Gimme! Gimme! Gimme! (A Man After Midnight) (Benny Andersson/Björn Ulvaeus)

## Concierto transmitido
Hubo un concierto no lanzado oficialmente en VHS que fue registrado en Karslon, Estocolmo en 1986 llamado Live at Karslon transmitido para la televisión sueca con el nombre Live in Wonderland que luego sería lanzado a DVD incluido en la edición especial del álbum Wonderland (álbum de Erasure) al igual que el álbum The Circus.

## Datos adicionales
Previamente, hubo unas pocas presentaciones entre noviembre y diciembre de 1985 en Inglaterra, pero que no fue una gira formal, donde habían tocado los temas de Wonderland:
1. Love is a Loser (Clarke/Bell)
2. Senseless (Clarke/Bell)
3. Who Needs Love (Like That) (Vince Clarke)
4. Reunion (Clarke/Bell)
5. My Heart... So Blue (Vince Clarke)
6. Cry So Easy (Andy Bell)
7. Oh L'Amour (Clarke/Bell)
8. March on Down the Line (Clarke/Bell)
9. Heavenly Action (Clarke/Bell)
10. Push Me Shove Me (Vince Clarke)
11. Say What (Clarke/Bell)